# اچ‌ام‌اس مویرا (۱۸۰۵)
اچ‌ام‌اس مویرا (۱۸۰۵) (به انگلیسی: HMS Moira (1805)) یک کشتی بود. این کشتی در سال ۱۸۰۵ ساخته شد. از این کشتی در جنگ ۱۸۱۲ استفاده شد.